# Агрипина Ростиславна
Агрипина Галицька (Ґрифіна) (пол. Gryfina Halicka, чеськ. Griffina Haličská, англ. Agrippina of Slavonia) (1248—1305/09) — дружина краківського князя Лешка II Чорного.

## Родина
Була донькою галицького князя, бана Мачви і Славонії Ростислава Михайловича і Анни, доньки угорського короля Бели IV і Марії Ласкарини, нікейської цісарівни.
Її сестра Кунегунда була дружиною короля Чехії Пшемисла Оттокара ІІ, сестра Єлизавета болгарською царівною, брати Бела і Михайло банами Мачви і Славонії.

## Шлюб
Агрипину 1265 р. видали заміж за іновроцлавського князя Лешка Чорного, визначеного незадовго перед тим за свого спадкоємця бездітним краківсько-сандомирським князем Болеславом V Сором‘язливим, який імовірно сприяв одруженню, оскільки його дружина св. Кінга була сестрою Анни, матері Агрипини. З 1271 р. Агрипина стала носити дівочий головний убір на знак імпотенції чоловіка, про що вона публічно заявляла. Лешка лікували за допомогою жаб, змій, що не принесло результатів, за свідченням хроніки лише викликаючи гидливість до нього серед народу. Вони розлучились, але їх зміг замирити 1274 р. Болеслав V Сором‘язливий. У Кракові 1285 р. почався бунт проти Лешка Чорного — Агрипина сховалась у Вавелі під захистом міщан. Під час нападу на Польщу татар 1287 р. вони втекли до Угорщини.
Після смерті Лешка Чорного 1288 р. претендентом на Краківсько-Сандомирське князівство виступив король Чехії Вацлав ІІ, син сестри Кунегунди, посилаючись на своє спадкове право по тітці. Агрипина вступила до кляштору кларисок у Старому Санчі, закладеного після смерті Болеслава V Сором‘язливого св. Кінгою, яка була там абатисою. По її смерті 1292 р. вона стала там абатисою і успадкувавши її земельні володіння (domina de Sandecz). З 1300 р. вона виїхала до Чехії, ставши опікункою Рикси Ельжбети, великопольського князя Пржемисла ІІ, до її повноліття і одруження з Вацлавом ІІ. Похована у костелі кларисок Праги.